# ChatGPT Search
ChatGPT Search (originalmente: SearchGPT) é um mecanismo de busca desenvolvido pela OpenAI, lançado em 26 de julho de 2024. Ele combina funcionalidades tradicionais de buscadores com transformadores generativos pré-treinados (GPT) para gerar respostas, incluindo citações de sites externos. Esse recurso posiciona a OpenAI como uma concorrente direta de grandes buscadores, como Google, Perplexity AI e Bing, sendo este último um produto do maior investidor da OpenAI, a Microsoft.
O ChatGPT Search foi inicialmente apresentado como um protótipo chamado SearchGPT em uma versão limitada para 10 mil usuários de teste. A OpenAI planeja, no futuro, integrar as funcionalidades de busca ao ChatGPT.
A OpenAI também anunciou uma parceria com publicadores para o ChatGPT Search, oferecendo opções sobre como seus conteúdos aparecem nos resultados de busca e promovendo fontes confiáveis.
Em 31 de outubro de 2024, a OpenAI disponibilizou o ChatGPT Search para assinantes do ChatGPT Plus e Team, foi disponibilizada gratuitamente todos os usuários no dia 16 de dezembro de 2024.